# Frank Rogall
Frank Rogall (13 de septiembre de 1961) es un deportista alemán que compitió para la RFA en remo. Ganó tres medallas en el Campeonato Mundial de Remo entre los años 1984 y 1986.

## Palmarés internacional
| Campeonato Mundial | Campeonato Mundial       | Campeonato Mundial | Campeonato Mundial        |
| Año                | Lugar                    | Medalla            | Prueba                    |
| ------------------ | ------------------------ | ------------------ | ------------------------- |
| 1984               | Montreal (Canadá)        | Medalla de plata   | Cuatro sin timonel ligero |
| 1985               | Malinas (Bélgica)        | Medalla de oro     | Cuatro sin timonel ligero |
| 1986               | Nottingham (Reino Unido) | Medalla de plata   | Ocho con timonel ligero   |